# Dolliver (Iowa)
Dolliver – miasto w Stanach Zjednoczonych, w stanie Iowa, w hrabstwie Emmet. W 2000 roku liczyło 77 mieszkańców.